# Automatic Crash Notification
Automatic Crash Notification of Automatic Collision Notification (ACN) is een systeem waarmee de meldkamers automatisch en direct worden gewaarschuwd wanneer er een ernstig ongeval heeft plaatsgevonden met een personenauto, waardoor deze snel de juiste hulpdiensten kan waarschuwen en naar de juiste plaats kan sturen. 
ACN kan een grote stap in de toekomst zijn voor de veiligheid van  personenauto’s. Verschillende sectoren, waaronder de telecommunicatie, gprs-systemen en de automotive sector zijn samen aan het werk om directe melding te maken bij de hulpdiensten wanneer een ernstig ongeval heeft plaatsgevonden. 
Draadloze telecommunicatietechnieken zorgen ervoor dat er onmiddellijk een melding komt bij de hulpdiensten wanneer een slachtoffer op een noodknop drukt of door de crash de airbag in werking stelt en een melding doet. Bij ernstige gevallen kan de meldkamer direct de benodigde hulpdiensten op de hoogte brengen en naar de juiste plek sturen door een gprs-systeem. 
Er kunnen levens gered worden en ernstige blijvende letsels worden voorkomen door het terugbrengen van de tijd die nodig is voor het waarschuwen van de hulpdiensten en de meldkamer en het doorgeven van de precieze locatie en de ernst van de situatie.